# Мохаммед Хомос
Мохаммед Солиман Хомос (араб. محمد حمص‎; 1 января 1979) — египетский футболист, полузащитник.

## Карьера

### Клубная
Воспитанник ФК «Исмаили», выступал за него с 1997 года. Сыграл 392 игры, забил 22 гола.

### В сборной
Вызывался в сборную с 2000 года. Провёл 19 матчей, единственный гол забил на Кубке Конфедераций 2009 в ворота сборной Италии, действовавших чемпионов мира. Этот гол принёс победу египтянам со счётом 1:0, а Хомос стал лучшим игроком встречи по версии ФИФА.